# Vojko V
Vojko V, Vojko Vrućina, właśc. Andrija Vujević (ur. 19 stycznia 1985 w Kninie) – chorwacki raper, autor tekstów, kompozytor i producent muzyczny ze Splitu.

## Wczesne lata oraz Dječaci i Kiša metaka (1999-2018)
Andrija zaczał tworzyć muzykę w wieku czternastu lat, kiedy razem z Ivo Sivo, znanym wtedy jako Drugi, nagrał swoje pierwsze demo. Początkowo raper nagrywał pod pseudonimem Nebu. Do 2005 roku tworzył muzykę w splickim podziemiu, wydając m.in. wraz z Drugim nielegale Megazabluda (2002) i Jebite se (2003). W późniejszym okresie zainspirowany komiksami Andrija wymyślił Vojko Vrućinę, swoje alter ego. Raper pseudonim wzorował na imionach bohaterów komiksów Dylan Dog i Martin Mystère. Po rozpoczęciu solowej kariery, pseudonim ten skrócił do Vojko V.
Był członkiem zespołów Dječaci (2005–2018) i Kiša metaka (2013–2014). Wraz z Dječaci wydał albumy Drama (2008), Istina (2011), oraz Firma (2015). Z Kiša Metaka wydał dwa albumy, Folder 1. (2013) oraz Folder 2. (2014), obydwa zostały opublikowane jedynie w formie cyfrowej. Vojko V w całości był odpowiedzialny za produkcję muzyki na albumach Kiša Metaka, wyprodukował dla Dječaci cały album Istina, był również odpowiedzialny za produkcję większości podkładów muzycznych na albumie Firma. Zarówno w Dječaci, jak i w Kiša Metaka, Vojko Vrućina udzielał się także wokalnie.
17 lipca 2010 we współpracy z producentem AC3PO wypuścił w formie cyfrowej EP Kuje i Laseri.
W 2011 pojawił się gościnnie w utworze Uzalud rapera Golem. W 2015 wziął udział w utworze rapera Sivilo „Kipar”. Później wziął udział w dwóch projektach rapera Krešo Bengalka, dogrywając w 2017 wokale do utworów z albumu Finale: „Biži” oraz „Ajme”, a w 2018 do utworu „Lipilo” z albumu Split Zoo.

## Vojko(2018–2023)
27 kwietnia 2018 roku raper wydał pierwszy solowy album Vojko, promowany singlami „Zovi čovika”, „Pasta Italiana”, na którym gościnnie udzielili się Krešo Bengalka i Tonči Huljić, "Ne može", oraz "Kako to". Album został w całości wyprodukowany przez rapera (z wyjątkiem utworu „Rođendan”, który został skomponowany w kooperacji z producentem VRH). Album Vojko promowały koncerty solowe jak i występy na festiwalach w Chorwacji, Czarnogórze, Serbii oraz Bośni i Hercegowinie, o czym raper opowiada szczegółowo w dwudziestominutowym utworze „Tour life”, wydanym przy okazji premiery jego drugiego albumu.
12 października 2018 raper zagrał solowy koncert w Domu Sportova w Zagrzebiu. Gościnnie w wydarzeniu uczestniczyli m.in. Tonči Huljić, Damir Kedžo oraz Shamso 69 z zespołu Brkovi.
W 2019 roku Vojko V został nominowany w sześciu kategoriach najważniejszej nagrody muzycznej w Chorwacji – Porin, ostatecznie zdobywając statuetki za najlepszy album roku i album roku muzyki rozrywkowej (Vojko) oraz teledysk roku („Ne može”). Ponadto nominowany został do nagrody Chorwackiego Stowarzyszenia Public Relations, jako komunikator roku.
26 stycznia 2019 roku opublikowany został singiel "Big Mac" rapera BATMAN 3000 z gościnnym udziałem Vujevića.
25 stycznia 2020 Vojko V wraz z raperem Z++ na wydarzeniu Drito iz Tvornice wykonali przedpremierowo wspólny singiel "Obama", do którego 17 kwietnia 2020 ukazał się teledysk. W tym samym roku Vujević udzielił głosu w chorwackiej wersji językowej filmu SpongeBob Film: Na ratunek, a także napisał dwie książeczki edukacyjne z obrazkami dla dzieci, zatytułowane podobnie jak jego single: Kako to oraz Ne može.
15 lutego 2021 roku udziela się w utworze rapera Zoni, „Nikad Se Ne Žalim Nikad Se Ne Hvalim". 27 czerwca pojawił się gościnnie w utworze Edo Maajka „I Like To Dance”.
10 maja 2021 roku razem z raperem Grše wydał singiel "Mamići". Bohater utworu, Zoran Mamić oskarżył raperów o zniesławienie i skierował sprawę do sądu. Ostatecznie były trener Dinama Zagrzeb wycofał pozew.

## Dvojko(2023-obecnie)
1 marca 2023 roku raper wydał swój drugi album, Dvojko, promowany singlami „Moja lipa”, „Umoran”, „TT-33”, „Evo me opet”, "Saborska Penzija”, "Mamacita”. Podobnie jak debiut, album został wyprodukowany w całości przez Vojko (jedynie utwór „Mamacita” powstał z udziałem producenta Lockroom).
Album rapera został w większości oceniony pozytywnie. W 2024 roku wydawnictwo zostało nominowane w 5 kategoriach nagród Porin, zdobywając ostatecznie 4 statuetki, w tym za najlepszy album roku.
Vojko V udzielił się gościnnie na wydanym 12 kwietnia 2024 roku debiutanckim albumie rapera Peki Fortuna, w utworze "Ganga i Rera".
10 maja 2024 na kanale Ispod Nule w serwisie YouTube pojawił się zapis sesji freestyle rapera, nagranej w ramach cyklu Na mapi.

### Live u Domu Sportova
11 listopada 2023 odbył się drugi w historii, solowy koncert Vojko V w Domu Sportova w Zagrzebiu. Support przed wydarzeniem zagrali raperzy Bore Balboa oraz Peki. Oprócz nich, gościnnie wystąpili m.in. syn Tonči Huljicia, Ivan, zespół Zli bubnjari oraz pianista, Matija Dedić. 
12 lipca 2024 nakładem wytwórni Croatia Records ukazał się zapis z koncertu - album Live u Domu Sportova został opublikowany w serwisach streamingowych, a także został wydany fizycznie w formacie 2CD, zawierającym jedną płytę z zapisem muzycznym oraz jedną z zapisem koncertu na płycie Blue-ray. 
Live u Domu Sportova to pierwszy i jak do tej pory jedyny album koncertowy rapera.

## Twórczość
Twórczość Vojko V jest dosyć zróżnicowana - raper dobrze odnajduje się w formie bragga, budowaniu narracji czy także tworzeniu muzyki rozrywkowej. W tekstach często korzysta z gier słownych, nawiązuje w swoich tekstach do historii i kultury Chorwacji, używa także sampli z utworów które powiązane są z jego ojczyzną. Vrućina porusza także tematy polityczne i społeczne, nierzadko krytykując zachowania społeczeństwa, zwraca uwagę na pewne problemy, takie jak m.in. korupcja, przestępczość, konsumpcjonizm, wiara w teorie spiskowe czy obojętność wobec krzywdy innych ludzi. Teksty Vrućiny są często prześmiewcze, sarkastyczne, pisanie są także niekiedy w sposób autoironiczny.

## Życie prywatne
Jest synem dziennikarki Edy Vujević i profesora elektrotechniki na Uniwersytecie w Splicie, Slavko Vujevića. Ze względu na swoje nazwisko, a także miejsce urodzenia (Knin przed wojną zamieszkiwali głównie Serbowie) w szkole był wyśmiewany. Tłumaczył wtedy, że jego matka przebywała akurat w Kninie na misji dziennikarskiej i przez srogą zimę nie mogła wrócić do Splitu, aby go urodzić.
Vujević ukończył studia informatyczne na Uniwersytecie w Splicie, w zawodzie przepracował dwa lata, po czym został zwolniony. Wydarzenie to ocenia jako „przełomowe”, gdyż od momentu zwolnienia z pracy mógł się w całości poświęcić muzyce.
W 2016 roku wziął ślub, jego żona Anđela jest przedszkolanką. Ma syna o imieniu Petar (ur. 2018).

## Dyskografia
Jako Nebu:
- Megazabluda[a] (2002) – razem z Drugi
- Jebite se[a] (2003) – razem z Drugi

Jako członek Dječaci:
- Drama (2008)
- Istina (2011)
- Firma (2015)

Jako członek Kiša metaka:
- Folder 1.[b] (2013)
- Folder 2.[b] (2014)

Jako Vojko V:
- Kuje i Laseri[b] (2010) – razem z AC3PO
- Vojko (2018)
- Dvojko (2023)
- Live u Domu Sportova[c] (2024)

## Nagrody i wyróżnienia
- 2019
  - Komunikator roku Chorwackiego Stowarzyszenia Public Relations - Nominacja[4]
  - Porin[23]

| Nagroda                        | Tytuł     | Dodatkowe informacje | Status    |
| ------------------------------ | --------- | -------------------- | --------- |
| Album roku                     | Vojko     |                      | Laureat   |
| Album roku - muzyka rozrywkowa | Vojko     |                      | Laureat   |
| Utwór roku                     | "Ne može" |                      | Nominacja |
| Męskie wykonanie roku          | "Ne može" |                      | Nominacja |
| Teledysk roku                  | "Ne može" | reż. Rino Barbir     | Laureat   |
| Oprawa graficzna roku          | Vojko     | autor: Mate Žaja     | Nominacja |

- 2024
  - Porin[44]

| Nagroda               | Tytuł      | Dodatkowe informacje   | Status    |
| --------------------- | ---------- | ---------------------- | --------- |
| Album roku            | Dvojko     |                        | Laureat   |
| Album roku - hip-hop  | Dvojko     |                        | Laureat   |
| Utwór roku            | "Mamacita" |                        | Nominacja |
| Teledysk roku         | "Mamacita" | reż. Rino Barbir       | Laureat   |
| Oprawa graficzna roku | Dvojko     | autor: Vinko Pelicarić | Laureat   |

## Książki
- Vojko V – Ne može (książka z obrazkami dla dzieci), 2020, Croatia Records, ISBN 978-953-7011-78-9
- Vojko V – Kako to (książka z obrazkami dla dzieci), 2020, Croatia Records, ISBN 978-953-7011-79-6

## Dubbing
- SpongeBob Film: Na ratunek ( 2020 )